# Роберт Пекль
Роберт Пекль (нім. Robert Pecl, нар. 15 листопада 1965) — австрійський футболіст, захисник.

## Клубна кар'єра
У дорослому футболі дебютував 1986 року виступами за команду клубу «Рапід» (Відень), кольори якої і захищав протягом усієї своєї кар'єри гравця, що тривала десять років. Більшість часу, проведеного у складі віденського «Рапіда», був основним гравцем захисту команди. За цей час двічі виборював титул чемпіона Австрії.
Передчасно завершив ігрову кар'єру через травму.

## Виступи за збірну
1987 року дебютував в офіційних матчах у складі національної збірної Австрії. Протягом кар'єри у національній команді, яка тривала 7 років, провів у формі головної команди країни 31 матч, забивши 1 гол.
У складі збірної був учасником чемпіонату світу 1990 року в Італії.

## Титули та досягнення
- Чемпіон Австрії (2):

«Рапід» (Відень): 1986-1987, 1987-1988
- Володар Кубка Австрії (2):

«Рапід» (Відень): 1986-1987, 1994-1995
- Володар Суперкубка Австрії (3):

«Рапід» (Відень): 1986, 1987, 1988